# Koçi Xoxe
Koçi Xoxe, född 1 maj 1911 i Negovan, Osmanska riket (idag Flámpouro, Grekland), död (avrättad) 11 juni 1949 i Tirana, Albanien, var en albansk politiker. Han var 1946–1948 vice premiärminister och inrikesminister i Socialistiska folkrepubliken Albanien.

## Biografi
Xoxe, som till yrket var plåtslagare, växte upp i Korça och engagerade sig där i en kommunistisk grupp efter den italienska invasionen av Albanien 1939. 1941 deltog han i grundandet av Albaniens kommunistiska parti (efter 1948 Albaniens arbetarparti), och under andra världskriget deltog han som partisan i motståndsrörelsen under Nazitysklands ockupation av Albanien. 1943–1948 var Xoxe medlem av politbyrån i Albaniens kommunistiska parti, och efter krigsslutet blev han 1946 vice premiärminister och inrikesminister. Genom denna position ledde han även säkerhetstjänsten Sigurimi.
Xoxe var under efterkrigstiden ledare för den projugoslaviska fraktionen inom Albaniens arbetarparti, som fick direkt stöd av Josip Broz Tito. Därigenom var han den främste rivalen till partisekreteraren Enver Hoxha, som understöddes av Sovjetunionens ledare Josef Stalin. Efter splittringen mellan Stalin och Tito 1948 tvingades Xoxe lämna sina politiska uppdrag, och uteslöts ur partiet i oktober samma år. Han greps därefter, anklagad för titoism och trotskism samt dömdes till döden 1949, varefter han avrättades genom hängning.